# 아크바르 미르조예프

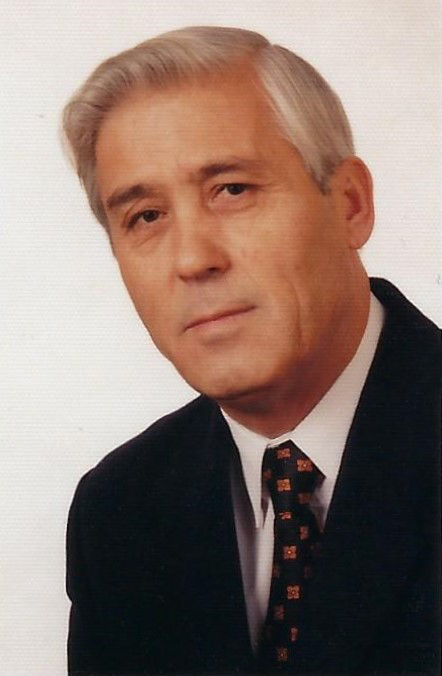

아크바르 미르조예프(타지크어: Акбар Мирзоев, 1939년 2월 15일 ~ )는 소련·타지키스탄의 외교관 겸 정치가이다. 소련 해체 및 붕괴 후 타지키스탄 창건 초기 시절 타지키스탄 총리 직책을 지냈다.